# Nicholas Tombazis
Nicholas Tombazis (Atenas, 22 de abril de 1968) é um engenheiro e projetista de carros de corrida que trabalha na Fórmula 1 desde 1992, para as equipes Benetton, McLaren, Ferrari e Manor. Ele é atualmente o diretor de monopostos da Federação Internacional de Automobilismo.

## Carreira
Tombazis se formou em engenharia em 1989 no Trinity College em Cambridge, seguido por um PhD em engenharia aeronáutica no Imperial College de Londres, em 1992.
Em novembro de 1992, tornou-se aerodinamicista na equipe de Fórmula 1 Benetton Formula e foi promovido a chefe de aerodinâmica em 1994. Três anos mais tarde mudou-se para a Scuderia Ferrari, onde, em 1998, tornou-se diretor de aerodinâmica e fluidodinâmica computacional. Em 2004 ele voltou para a Inglaterra, para trabalhar com a McLaren, onde começou a trabalhar em uma posição semelhante e sendo promovido a chefe de planejamento.
Em março de 2006 ele estava de volta na Ferrari, desta vez como projetista chefe. Ele deixou Ferrari em 16 de dezembro de 2014. Em 15 de janeiro de 2016, a equipe de Fórmula 1 Manor nomeou Tombazis como seu chefe de aerodinâmica. Cargo este que ele deixou após a equipe sair da Fórmula 1 em janeiro de 2017.
Em março de 2018, Tombazis assumiu o cargo de chefe de assuntos técnicos de monopostos da Federação Internacional de Automobilismo (FIA), com ele reportando diretamente a Gilles Simon, o diretor técnico da FIA, e trabalhando em estreita colaboração com o então diretor de corrida da Fórmula 1, Charlie Whiting. Em 18 de janeiro de 2023, foi anunciado que Tombazis havia sido promovido ao cargo de diretor de monopostos antes do início da temporada de 2023 da Fórmula 1.